# Jimmy Smith
Jimmy Smith (Norristown, Pennsilvània, 8 de desembre de 1928 - Scottsdale, Arizona, 8 de febrer de 2005 fou un organista estatunidenc de jazz. El seu estil era el del hard bop i el funky jazz, una fusió del jazz amb el funk, el soul, el rhythm and blues, el blues, etcètera. Expert en l'orgue Hammond, va revolucionar al llarg dels anys cinquanta i seixanta la interpretació d'aquest instrument, popularitzant-lo i habilitant-lo definitivament al jazz. Les seves sessions per Blue Note entre el 1956 i el 1963 s'han convertit en clàssics del jazz i segueixen sent tan influents com ho foren llavors.

## Biografia
Jimmy Smith va néixer en una família amb fortes inclinacions musicals. Fou una espècie de nen prodigi i va guanyar un concurs de nens prodigi als nou anys. En un principi, durant la seva adolescència, va aprendre a tocar el piano. Després d'haver acomplit amb el servei militar, es va matricular el 1948 a la Hamilton School of Music, on va estudiar el contrabaix i en 1949 i 1950 va estar a Filadèlfia a l'Ornstein School of Music a l'especialitat de piano.
A principis dels anys cinquanta, durant la seva estada amb la formació, gairebé de rhythm and blues, Don Gardner And His Sonotones, Smith va començar a tocar l'orgue Hammond, concretament el 1951, i ràpidament va aconseguir una gran reputació que el va acompanyar fins Nova York, on va debutar al Café Bohemia. A finals del 1955 va formar el seu propi trio d'orgue i va aplicar la seva concepció musical modernista sobre aquest instrument. Unes actuacions a Birdland i al Festival de Jazz de Newport del 1957 van potenciar la seva carrera.
Les seves gravacions per Blue Note inclouen gravacions en trio, però també col·laboracions amb artistes com Wes Montgomery, Kenny Burrell, Lee Morgan, Lou Donaldson, Tina Brooks, Jackie McLean, Ike Quebec i Stanley Turrentine, entre d'altres. Smith va aconseguir també grans èxits amb Verve entre el 1963 i el 1972, molts dels quals estaven protagonitzats per big bands amb arreglaments d'Oliver Nelson.
Al llarg dels anys setanta (i després també als vuitanta) va fer diverses gires mundials, visitant països com Israel, el 1974, i molts altres d'Esuropa el 1975. Amb la seva dona, va obrir un club a Los Angeles a mitjans dels setanta.
Smith va tornar a Blue Note el 1985, produint nous discos de gran qualitat.
Després de cinc anys de retir, Smith va retornar a principis del 2001 amb nous projectes i centrar sobretot en actuacions en directe, en grans festivals i en clubs petits.

## Discografia principal
| Any  | Títol                                             | Discogràfica |
| ---- | ------------------------------------------------- | ------------ |
| 1956 | A New Sound, A New Star: Jimmy Smith at the Organ | Blue Note    |
| 1956 | The Champ                                         | Blue Note    |
| 1957 | Groovin' at Small's Parade, Vols 1-2 [CD] [Live]  | Blue Note    |
| 1958 | The Sermon                                        | Blue Note    |
| 1958 | Cool Blues                                        | Blue Note    |
| 1960 | Crazy! Baby                                       | Blue Note    |
| 1960 | Back at the Chicken Shack                         | Blue Note    |
| 1960 | Midnight Special                                  | Blue Note    |
| 1960 | Prayer Meetin'                                    | Blue Note    |
| 1962 | Bashin': The Unpredictable Jimmy Smith            | Verve        |
| 1966 | Peter and the Wolf                                | Verve        |
| 1966 | Futher Adventures of Jimmy and Wes                | Verve        |
| 1966 | Jimmy & Wes: The Dynamic Duo                      | Verve        |
| 1968 | Stay Loose... Jimmy Smith Sings Again             | Verve        |
| 1972 | Root Down [live]                                  | Verve        |
| 1972 | Bluesmith                                         | Verve        |